# Jerzy Bauza
Jerzy Bauza (25 października 1885 w Jastrzębiu, zm. 5 czerwca 1919 w Inowrocławiu) – żołnierz armii niemieckiej, powstaniec wielkopolski, podoficer Wojska Polskiego w II Rzeczypospolitej, kawaler Orderu Virtuti Militari.

## Życiorys
Urodził się w rodzinie Jana i Stefanii z Lipińskich.
W 1914 wcielony do armii niemieckiej i w jej szeregach walczył w I wojnie światowej.
W 1918 wstąpił do wielkopolskich oddziałów powstańczych i w stopniu sierżanta wziął udział w walkach o wyzwolenie Kujaw.
Jako dowódca drużyny w III batalionie 5 pułku Strzelców Wielkopolskich, w trakcie napadu Niemców na placówkę powstańczą w Palczynie na odcinku północnym Frontu Wielkopolskiego został ciężko ranny. Po amputacji nogi zmarł w szpitalu inowrocławskim.
Za bohaterstwo w walce pośmiertnie odznaczony został Krzyżem Srebrnym Orderu Virtuti Militari.
W opinii płk. Stanisława Taczaka – „odznaczył się osobistą odwagą i męstwem na polu walki. Był wzorem żołnierza dla swoich podwładnych”.
Pochowany został na cmentarzu w Mogilnie. 

## Ordery i odznaczenia
- Krzyż Srebrny Orderu Virtuti Militari (nr 4768)